# Ukrainsk
Ukrainsk (en ucraniano: Українськ; en ruso: Украинск) es una ciudad ucraniana perteneciente al óblast de Donetsk. Situada en el este del país, hasta 2020 pertenecía al área municipal de Selídove, pero actualmente es parte del raión de Pokrovsk y del municipio (hromada) de Selídove.
La ciudad se encuentra ocupada por Rusia desde el 17 de septiembre de 2024, en el marco de la invasión rusa de Ucrania.

## Geografía
Ukrainsk se encuentra 10 km al sur de Selídove y 45 km al noroeste de Donetsk.

## Historia
Ukransk fue fundada en 1952 como el asentamiento de trabajadores Lisivka (en ucraniano: Лісівка; en ruso: Лесовка, romanizado: Lesovka) de la mina de carbón de Ukrainsk y en 1963 recibió el estatus de ciudad y el nombre de la mina vecina.
A finales de agosto de 2024, durante la invasión rusa de Ucrania y como parte de un esfuerzo ofensivo renovado ruso para capturar completamente el óblast de Donetsk y las ciudades estratégicas de Pokrovsk y Kurájove, las fuerzas rusas avanzaron al sur de Pokrovsk, acercándose a las afueras de Ukrainsk y Selídove, capturando una serie de asentamientos cercanos. A principios de septiembre, aparentemente, las fuerzas rusas entraron en la ciudad. A mediados de septiembre, las tropas rusas capturaron grandes partes de las zonas oriental y sur de la ciudad. La agencia de noticias estatal rusa RIA y blogueros militares prorrusos afirmaron que la ciudad fue capturada el 17 de septiembre, lo cual fue corroborado por imágenes geolocalizadas.

## Demografía
La evolución de la población de Ukrainsk entre 1959 y 2022 fue la siguiente:
| 5 115                                                         | 20 226 | 17 100 | 15 597 | 13 236 | 12 161 | 11 994 | 11 542 | 11 209 | 10 655 |
| (Fuente: Cities & Towns of Ukraine y UKRAINE: Größere Städte) |        |        |        |        |        |        |        |        |        |

Según el censo de 2001, la lengua materna de la mayoría de los habitantes, el 76,4%, es el ruso; del 23,08% es el ucraniano.

## Economía
Más de la mitad de la población activa de la ciudad trabaja en la industria, en particular en la mina de carbón de Ukraina de la empresa minera estatal Selidovugol.

## Infraestructura

### Transporte
Ukrainsk se encuentra cerca de la autopista Donetsk-Dnipró, a 4 kilómetros de la estación de tren Tsukurija.